# Buchhorster Auwald

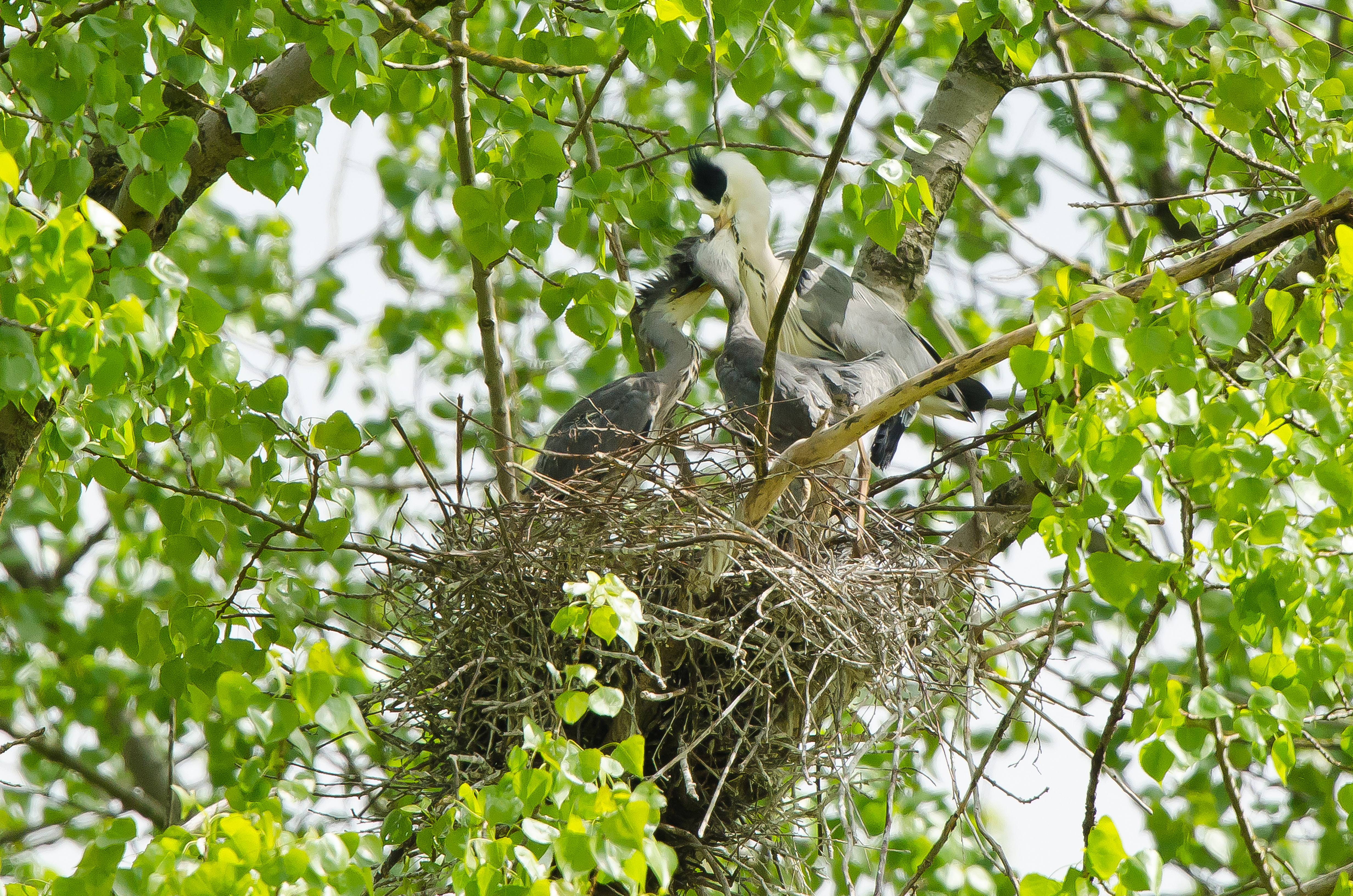
Graureiher im Buchhorster Auwald

Der Buchhorster Auwald ist ein Naturschutzgebiet in der niedersächsischen Gemeinde Balge in der Samtgemeinde Weser-Aue im Landkreis Nienburg/Weser.
Das Naturschutzgebiet mit dem Kennzeichen NSG HA 036 ist 6,1 Hektar groß. Es ist vollständig vom Landschaftsschutzgebiet „Wesermarsch“ umgeben. Das Gebiet steht seit dem 13. April 1972 unter Naturschutz. Zuständige untere Naturschutzbehörde ist der Landkreis Nienburg/Weser.
Das Naturschutzgebiet liegt nordwestlich von Nienburg im Niederungsbereich der Weser und stellt einen Eichenmischwald mit Hainbuchen und Eschen als Rest eines Auwaldes unter Schutz. Der totholzreiche Wald verfügt über eine ausgeprägte Strauchschicht. Im Wald befindet sich eine Graureiherkolonie, die vom Nienburger Kreisverband des Naturschutzbundes Deutschland betreut wird.